# EHF Passau Black Hawks
Die EHF Passau Black Hawks e. V. ist ein 1997 gegründeter Passauer Eishockeyclub. Nach der Aufnahme des Ligenspielbetriebs 2003 erreichte der Verein die drittklassige Eishockey-Oberliga, in der sie seit 2020 wieder spielen. Neben Eishockey wurde auch Inlinehockey angeboten.

## Vorläufer

### ERSV Passau
Bereits in den 1950er Jahren gab es eine Eishockeymannschaft in Passau, diese war eine Abteilung des ERSV Passau (Eis- und Rollschuh-Sport-Verein). Je nach Quelle wird sie auch als ERC Passau, ERSC Passau oder EC Passau bezeichnet.
Gegründet wurde der ERSV Passau 1929 als Eissport-Verein (ESV) Passau. 1934 erfolgte die Angliederung einer Rollschuh-Abteilung und gleichzeitig die Umbenennung in Eis- und Rollschuh-Sport-Verein (ERSV) Passau. Ab 1936 wurde zwar Rollhockey, aber bis zum Ende des Zweiten Weltkriegs kein Eishockey gespielt. Das erste Eishockeyspiel in Passau fand am 16. Januar 1949 auf dem Stausee Hals zwischen den ETC Passau-Bad Hals und dem SV Passau (heute 1. FC Passau) statt. Dieses Spiel endete 2:4 und wurde in der Berichterstattung als internes Testspiel für die kommende Saison gewertet. Das erste Punktspiel fand am 29. Januar 1950 zwischen dem ERSV Passau und dem EV Landshut auf dem Eisplatz auf dem Kleinen Exerzierplatz statt; dieses Spiel endete 5:7 (2:2, 1:4, 2:1). Diese Mannschaft spielte u. a. zwischen dem 31. Januar 1952 und dem 17. Februar 1965 neunmal gegen den TSV 1861 Straubing, dem Vorläufer der heutigen Straubing Tigers. Die Passauer gewannen dabei nur das erste Spiel (Endstand 6:3), was vom Straubinger Berichterstatter vor allem auf die schlechten Lichtverhältnisse zurückgeführt wurde.
Der ERSV Passau trug damals seine Heimspiele auf einer Natureisbahn auf dem Exerzierplatz vor der Nibelungenhalle, die ohne Bande seitlich von Holzbohlen begrenzt wurde, aus. Da jedoch deren Betrieb zu aufwendig wurde – so musste das letzte Spiel gegen die Straubinger in der Gäubodenstadt bestritten werden, da man in Passau kein bespielbares Eis hatte – zog sich die Mannschaft 1965 aus der Eishockey-Bezirksklasse zurück. 1980 wurde der ERSV Passau wegen des Wegfalls sämtlicher Mitglieder von Amts wegen aus dem Vereinsregister gelöscht.

## Geschichte
In den darauffolgenden Jahrzehnten gab es in Passau nur Hobbymannschaften. Dies änderte sich, als sich am 23. Dezember 1997 die Passauer Wölfe und die Patriching Black Hawks zusammenschlossen und den EHF Passau Black Hawks e. V. gründeten. Die Abkürzung EHF steht dabei für Eishockeyfreunde. Nachdem mit dem Passauer Eislaufplatz an der Westerburger Straße (⊙) kein für den Spielbetrieb geeignetes Stadion zur Verfügung stand, war die Mannschaft der Black Hawks zuerst hobbymäßig organisiert. Im Nachwuchsbereich nahmen aber schon früh Mannschaften in Form von Spielgemeinschaften mit dem ESV Waldkirchen bzw. den Vilshofener Wölfen am Ligenspielbetrieb teil. 1999 wurde der Eislaufplatz an der Westerburger Straße zu einem Kunsteislaufplatz umgebaut, worauf die Seniorenmannschaft am Bayern-Cup für bayerische Hobbymannschaften teilnahm.
Koordinaten: 48° 33′ 26″ N, 13° 24′ 44,1″ O
Im März 2002 waren die Pläne für ein Eisstadion in Passau bereits weit fortgeschritten. Im März 2003 wurde bekannt gegeben, dass die Eis-Arena wie geplant gebaut wird. Nachdem auch die Sponsorensuche erfolgreich verlaufen war, wurde noch im selben Monat die Nachricht verkündet, dass die Black Hawks im Herbst am regulären Ligenbetrieb werden teilnehmen können. Ebenfalls im selben Monat wurde mit dem Deggendorfer Ekkehard Sebald der zukünftige Trainer präsentiert. Sebald war zuvor zwei Jahre beim ESC Vilshofen in der Landesliga aktiv und schaffte es als Spieler in die Oberliga. Nachdem im Laufe des Jahres stetig Neuverpflichtungen dazu gekommen waren, fand am 13. September das erste Vorbereitungsspiel gegen die zweite Mannschaft der Eisbären Regensburg in Regensburg statt, welches mit 1:10 verloren wurde. Nach weiteren drei Vorbereitungsspielen – von denen zwei gewonnen wurden – kam es am 26. Oktober 2003 in München zum ersten Ligaspiel der Black Hawks. Das Spiel gegen den späteren Tabellenletzten USC München entschieden die Passauer mit 19:1 für sich.
Nachdem die ersten vier Saisonspiele genauso wie alle Vorbereitungsspiele auswärts ausgetragen wurden, fand am 16. November 2003 vor mehr als 1000 Zuschauern das erste Spiel in der Eis-Arena statt. Das Spiel gegen den ASV Dachau wurde mit 5:7 verloren. Da dies jedoch die einzige Niederlage blieb und man im direkten Vergleich mit den punktgleichen Dachauern – das Rückspiel wurde 9:3 gewonnen – besser war, standen die Black Hawks am Ende der Saison zusammen mit den Gewinnern der drei anderen Bezirksligagruppen als Aufsteiger in die Landesliga Bayern fest. In den darauffolgenden Meisterschaftsspielen entschieden die Passauer zwar gegen den TSV Kottern im Halbfinale und gegen den ERC Ingolstadt in den Spielen um Platz drei jeweils ein Spiel für sich, jedoch reichte es am Ende nur für den vierten und letzten Platz.
In der darauffolgenden Saison 2004/05 scheiterte der Verein in der Landesliga Bayern nach Platz drei in der Gruppe Ost in der Qualifikationsrunde für die Play-offs, in denen in der Gruppe 3 auf dem zweiten Platz – Erster wurden die Memminger Indians – die Saison beendeten.
Besser lief es in der Saison 2005/06 unter dem neuen Trainer Otto Keresztes. Nach Platz eins nach der Hauptrunde setzten sich die Black Hawks auch im Play-off-Finale gegen den EC Ulm/Neu-Ulm 2000 durch und sicherten sich somit den Aufstieg in die Bayerische Eishockey-Liga. Zugleich gewannen die Black Hawks den Bayernkrug, den bayerischen Eishockeypokal.
In der Saison 2006/07 spielten die EHF Passau Black Hawks erfolgreich in der bayerischen Eishockey-Liga und belegten nach der Vorrunde den ersten Platz. In den Play-offs erreichten sie das Finale, wo sie den Deggendorfer SC besiegten und den bayerischen Meistertitel 2006/07 gewannen. Nach Prüfung der Unterlagen durch die Eishockeyspielbetriebsgesellschaft (ESBG) wurde den Black Hawks die Lizenz für die Oberliga erteilt.
In der Saison 2007/08 wurden die Eishockeyfreude erstmals als Abstiegskandidaten gehandelt, nachdem sie zuvor in den unteren Ligen stets zu den Aufstiegskandidaten gezählt hatten. Nach dem Abschluss der Hauptrunde hatten sie den zehnten und damit letzten Platz der Gruppe Süd inne und kämpften in den Play-downs um den Klassenerhalt. Obwohl im Februar Trainer Otto Keresztes durch Klaus Feistl ersetzt wurde und die Verpflichtung eines weiteren Torwarts folgte, wurde dieses Ziel nach der Niederlage gegen den TEV Miesbach in der zweiten Runde zunächst nicht erreicht. Da die Wölfe Freiburg für den DEL-Aufsteiger Kassel Huskies in die 2. Eishockey-Bundesliga nachrückten, durften die Black Hawks in der Liga verbleiben.
Neben der Oberliga-Mannschaft meldeten die Eishockeyfreunde zur Saison 2007/08 erstmals eine zweite Seniorenmannschaft für die sechstklassige Bezirksliga Bayern, welche am Ende den sechsten Platz belegte. Nach einer Pause in den Spielzeiten 2009/10 und 2010/11 wurde die zweite Seniorenmannschaft zur Saison 2011/12 wieder zum Spielbetrieb gemeldet.
Nachdem in der Saison 2011/12 die Eishockeyfreunde die Vorrunde mit Platz 7 abgeschlossen wurde, unterlag die Mannschaft in den Qualifikations-Play-offs für die Oberliga-Play-offs den Tölzer Löwen mit drei Niederlagen. Anfang April 2012 wurde von Seiten der Vorstandschaft des Vereins bekanntgegeben, dass die Lizenz für die Saison 2012/13 nur mit einer aus dem Verein ausgelagerten Mannschaft beantragt wird.
Am 28. Mai 2012 wurde das Scheitern der GmbH-Gründung und der Rückzug der Mannschaft aus der Oberliga in die sechstklassige Bezirksliga bekanntgegeben. Der noch immer aktuelle vereinsinterne Topscorer Andreas Popp (307 Scorerpunkte) übernahm als Spielertrainer zur Saison 2012–2013 und schaffte den sofortigen Wiederaufstieg in die Landesliga Bayern. Nach drei Jahren in der Landesliga gelang 2016 dann der Aufstieg in die Bayernliga durch ein 2:1 in der Relegation Vizemeister Landesliga (Passau Black Hawks) gegen den Vorletzten der Bayernliga (Wanderers Germering).
Als Vizemeister der Bayernliga nach der Saison 2019–2020 erhielten die Black Hawks die Möglichkeit erneut in die Oberliga aufzurücken. Corona hatte die Aufstiegsrunde ausgebremst. Der Verein stimmte dem Aufstieg zu und ist seitdem erneut in der dritthöchsten deutschen Eishockeyliga am Start. In den folgenden Spielzeiten erreichten die Mannschaften keine Play-Off-Plätze. 

### Gründung einer GmbH
Nach der Saison 2023–2024 entschied die Mitgliederversammlung den Spielbetrieb der 1. Mannschaft in eine zu gründende Passau Black Hawks Spielbetriebs GmbH zu führen und mit einem Kooperationsvertrag wieder die Verbindung zum e. V. herzustellen. Nach einem glücklosen Herbst in der Saison 2024–2025 und einem vorletzten Tabellenplatz wurde am 15. Dezember 2024 der Trainer Thomas Vogl freigestellt.
Am 29. Dezember 2024 gaben die Passau Black Hawks die Verpflichtung des 54-jährigen Petr Bares als neuen Trainer bekannt. Bares war ein Jahr zuvor von den Black Hawks freigestellt worden. Anschließend war er bei den Darmstadt Dukes tätig, einem Team, das unter Bares in der Hessenliga bis zum Winter der Saison 2024/25 ohne Sieg blieb und sich auf dem letzten Tabellenplatz befand.

## Ehemalige Abteilungen
Unter dem Dach des Vereins existierte auch eine in der Deutschen Inline-Hockey-Liga (DIHL) spielende Inlinehockey- sowie eine Cheerleading- und Schiedsrichter-Abteilung.

## Erfolge
| - Aufstieg in die Oberliga 2007, 2020 - Aufstieg in die Regionalliga 2006, 2016 - Bayerischer Meister (4. Liga) 2007 - Bayerischer Vizemeister (4. Liga) 2020 - Bayerischer Landesliga-Meister 2006 - Bayernkrug Pokalsieger 2006 | - Bayerischer Landesliga-Vizemeister 2016 - Meister Bayerische Landesliga (Gr. II) 2016 - Aufstieg in die Bayerische Landesliga 2004, 2013 - Bayerischer Bezirksliga-Meister 2013 - Meister Bayerische Bezirksliga/Ost 2004, 2013 |

### Platzierungen
| Saisondaten ab 2003 | Saisondaten ab 2003 | Saisondaten ab 2003 | Saisondaten ab 2003 | Saisondaten ab 2003 | Saisondaten ab 2003 | Saisondaten ab 2003 | Saisondaten ab 2003 | Saisondaten ab 2003 |
| Saison              | Liga                | Klasse              | Gruppe              | Platzierung         | PO                  | PD                  | Endplatzierung | Zuschauer ⌀         |
| ------------------- | ------------------- | ------------------- | ------------------- | ------------------- | ------------------- | ------------------- | --- | ------------------- |
| 2003/04             | Bezirksliga         | V I                 | Ost                 | Meister             | BBzL                |                     | Aufstieg in die Landesliga Bayern; vierter Platz in der Meisterschaftsrunde |                     |
| 2004/05             | Landesliga          | V                   | Ost                 | 3. Platz            | BLL                 |                     | 2. Platz in der Qualifikationsgruppe III und somit keine Teilnahme an den Play-offs |                     |
| 2005/06             | Landesliga          | V                   | Ost                 | Meister             | BLL                 |                     | BLL-Meister und Aufstieg in die Bayerische Eishockey-Liga nach dem Sieg im Finale gegen den EC Ulm/Neu-Ulm 2000. Bayernkrugs-Pokalsieger 2006                                                                                            |                     |
| 2006/07             | Regionalliga        | I V                 | BYL                 | 1. Platz            | BYL                 |                     | Bayerischer Meister und Aufstieg in die Oberliga nach Gewinn des Play-off-Finales gegen Deggendorf Fire | 1.136               |
| 2007/08             | Oberliga            | I I I               | Süd                 | 10. Platz           |                     | OL                  | Sportlicher Abstieg; Verbleib in der Oberliga aufgrund des Nachrückens der Wölfe Freiburg in die 2. Bundesliga | 786                 |
| 2008/09             | Oberliga            | I I I               | Süd                 | 5. Platz            |                     | OL                  | Klassenerhalt | 874                 |
| 2009/10             | Oberliga            | I I I               | Süd                 | 7. Platz            | OL                  |                     | Im Play-off-Viertelfinale ausgeschieden | 902                 |
| 2010/11             | Oberliga            | I I I               | Süd                 | 5. Platz            | OL                  |                     | Im Play-off-Achtelfinale ausgeschieden | 883                 |
| 2011/12             | Oberliga            | I I I               | Süd                 | 8. Platz            | OL                  |                     | Im Play-off-Achtelfinale ausgeschieden, freiwilligem Rückzug in die Bezirksliga. | 825                 |
| 2012/13             | Bezirksliga         | V I                 | Ost                 | Meister             | BBzL                |                     | Bayerischer Bezirksliga-Meister und Aufstieg in die Landesliga Bayern | 659                 |
| 2013/14             | Landesliga          | V                   | N/O                 | 4. Platz            |                     |                     | Play-offs verpasst | 766                 |
| 2014/15             | Landesliga          | V                   | Ost                 | 4. Platz            |                     |                     | Play-offs verpasst | 682                 |
| 2015/16             | Landesliga          | V                   | Ost                 | Meister             |                     |                     | Platz 1 der Zwischenrunden-Gruppe B. Niederlagen im Finale und in der Relegation und somit Verpassen des sportlichen Aufstiegs. Aufstieg in die Bayernliga als Nachrücker auf Grund des Nachrückens dreier Mannschaften in die Oberliga. | 725                 |
| 2016/17             | Regionalliga        | I V                 | BYL                 | 11. Platz           |                     | X                   | Abstiegsrunde Platz 4, Klassenerhalt | 699                 |
| 2017/18             | Regionalliga        | I V                 | BYL                 | 7. Platz            | OL                  |                     | 5. Platz Verzahnungsrunde (OL/BYL) Gr. B | 851                 |
| 2018/19             | Regionalliga        | I V                 | BYL                 | 9. Platz            |                     | X                   | 2. Platz Gruppe B | 700                 |
| 2019/20             | Regionalliga        | I V                 | BYL                 | 3. Platz            | X                   |                     | Vizemeister/Aufstieg in die Oberliga | 860                 |
| 2020/21             | Oberliga            | I I I               | Süd                 | 12. Platz           | –                   | –                   | Saison beendet | –                   |
| 2021/22             | Oberliga            | I I I               | Süd                 | 11. Platz           | –                   | –                   | Saison beendet | 321                 |
| 2022/23             | Oberliga            | I I I               | Süd                 | 11. Platz           | –                   | –                   | Saison beendet | 650                 |
| 2023/24             | Oberliga            | I I I               | Süd                 | 12. Platz           | –                   | –                   | Saison beendet | 729                 |

Quelle: eishockey-online.com

## Spieler

### Bayernliga-Meistermannschaft 2006/07
Die Mannschaft der Passau Black Hawks aus der Saison 2006/07 stand mit 47 Punkten in der Vorrunde mit einem Punkt Vorsprung auf Deggendorf Fire überraschend auf dem ersten Platz in der Bayerischen Eishockey-Liga. Zum Ende der Spielzeit konnten sie sich auch in den Play-offs durchsetzen, gewannen die Bayerische Meisterschaft und schafften – nach nur einer Saison in der Bayernliga – den erstmaligen Aufstieg in die Oberliga.
| Position      | Name (Rückennummer) |
| ------------- | --- |
| Tor:          | Daniel Huber (14), Tobias Lienig (15), Michael Herzog (21), Karl Heinz Duschl (33) |
| Verteidigung: | Daniel Zollo (16), Roman Schreyer (19), Richard Tischler (23), Helmut Kößl (C) (29), Rainer Schuster (42), Patrick Landstorfer (73), Gert Heubach (85) |
| Sturm:        | Erich Fries (7), Stefan Friedl (11), Fabian Hadamik (12), Alexander Gantschnig (13), Sebastian Gerbl (17), Christian Mitternacht (22), Christian Setz (44), Jaroslav Majer (70), Vladimir Gomow (71), Andreas Toth (82), Andreas Popp (83), Kurt Reichermeier (87), Stefan Stummvoll (93) |
| Trainer:      | Otto Keresztes (Chef-Trainer) |

(C) = Mannschaftskapitän, (A) = Assistenten des Kapitäns

### Vereinsinterne Topscorer
Top Ten für Reguläre Saison und Play-offs, 2004–2016
| Rang | Name              | Spiele | Tore | Assists | Scorer-Punkte | Strafminuten | Spielzeiten                                        |
| ---- | ----------------- | ------ | ---- | ------- | ------------- | ------------ | -------------------------------------------------- |
| 1    | Andreas Popp      | 357    | 113  | 194     | 307           | 449          | seit 2006/07                                       |
| 2    | Christian Setz    | 148    | 136  | 129     | 265           | 318          | 2004/05 – 2007/08                                  |
| 3    | Vladimir Gomow    | 240    | 74   | 128     | 202           | 206          | 2005/06 – 2009/10; 2012/13 – 2013/14; seit 2016/17 |
| 4    | Thomas Vogl       | 190    | 49   | 112     | 161           | 236          | 2008/09 – 2011/12                                  |
| 5    | Jürgen Lederer    | 68     | 52   | 85      | 137           | 76           | seit 2014/15                                       |
| 6    | Mike Muller       | 171    | 32   | 95      | 127           | 256          | 2007/08 – 2009/10                                  |
| 7    | Martin Piecha     | 88     | 46   | 78      | 124           | 124          | 2010/11 – 2011/12                                  |
| 8    | Mathias Pilz      | 292    | 28   | 88      | 116           | 252          | 2007/08 – 2009/10; seit 2012/13                    |
| 9    | Daniel Bucheli    | 172    | 63   | 50      | 113           | 167          | 2008/09 – 2011/12                                  |
| 10   | Waldemar Detterer | 117    | 56   | 56      | 112           | 152          | 2011/12; seit 2013/14                              |

## Trainer
- Thomas Vogl (seit 2023)
- Petr Bares (2022–2023)
- Ales Kreuzer (2020–2022)
- Heinz Feilmeier (2019–2020)
- Christian Zessack (2018–2019)
- Ivan Horák (2015–2018)
- Sebastiano Lo Castro (2014–2015)
- Andreas Popp (2012–2014)

Spielertrainer
 ab Saison 2013/14 Aufgabenteilung mit  Jakob Grill
- Dave Rich (Ende Januar 2012 – Saisonende 2011/12)
- Jukka Ollila (Saison 2010/11 – Ende Januar 2012)
- Craig Streu (29. Januar 2010 – April 2010)
- Klaus Feistl (21. Februar 2008 – Januar 2010)

sportlicher Abstieg in die Bayernliga (2007/08)
- Otto Keresztes (2005/06 – 21. Februar 2008)

Aufstieg in die Bayernliga (2005/06); Aufstieg in die Oberliga (2006/07)
- Ekkehard Sebald (2003/04 – 2004/05)

Aufstieg in die Landesliga (2003/04)

## Eisstadion „Eis-Arena Passau“
Die Spiele der Mannschaften werden seit 2003 in der halboffenen „Eis-Arena Passau“ in Passau-Kohlbruck ausgetragen. Das Stadion wurde zur Saison 2007/08 umgebaut und bietet nach diesen Baumaßnahmen Platz für rund 1.500 Zuschauer. Für 200 von diesen stehen dabei Sitzplätze zur Verfügung.
Nach dem Aufstieg der Passau Black Hawks sicherte sich die Kommunikationsfirma CommuniGate für drei Jahre die Namensrechte an der Eis-Arena, die fortan „IceGate powered by CommuniGate“ hieß.
ComuniGates verzichtete zur Saison 2010/11 auf eine Verlängerung des Vertrags. Seither heißt das Stadion wieder „Eis-Arena Passau“. Eine Initiative forciert den Umbau in eine geschlossene Eishalle, bestmöglich mit Lüftungstechnik, um die Probleme der Halle mit Tröpfchenbildung (Stalaktiten auf dem Eis) und Nebel in den Griff zu bekommen.
Das Stadion war neben der Städtischen Eissporthalle Landshut eine der beiden Spielstätten der IIHF Inlinehockey-Weltmeisterschaft 2007.